# Higí el Gromàtic
Higí el Gromàtic, en llatí Hyginus Gromaticus (en certs manuscrits lletrejat Hygenus), va ser un agrimensor i topògraf romà que apareix mencionat en diverses obres referides al cadastre.
No es queda cap de les seues obres senceres, i només és conegut per citacions d'autors posteriors que l'esmenten per les nombroses delimitacions de terrenys que ha efectuat. Se li atribueixen les obres De Limitis Constituendis, (Com fixar les fronteres), De Controversiis Agrorum (Sobre les controvèrsies dels camps), i De Castrametatione (Sobre la fortificació d'un castrum). La seva època és incerta però devia viure entre el segle i i el segle ii. El seu epítet gromaticus deriva de la seva professió, en la qual la groma, una eina d'agrimensura és essencial. L'obra Fragmentum Agrarium de Limitibus li va ser atribuïda, però més probablement és de Frontí.